# Quicksilva
Quicksilva est un éditeur et distributeur de jeux vidéos britannique actif dans les années 1980. Il a publié de nombreux clones et conversions officielles de jeux d'arcade, de nombreux jeux sous licence ainsi que quelques titres originaux.
Quicksilva a essentiellement publié des jeux pour le ZX81, le Commodore 64 et le ZX Spectrum. La société a également publié des conversions et quelques jeux originaux pour les ordinateurs personnels VIC-20, Dragon 32/64, Oric-1/Atmos, BBC Micro et Acorn Electron.

## Histoire
Quicksilva est fondée en 1979 par Nick Lambert,. Le nom Quicksilva s'inspire d'un solo de guitare d'un titre de l'album Happy Trails des Quicksilver Messenger Service sorti en 1969.
A ses début, Quicksilva produit des périphériques. Le premier d'entre eux est une extension de mémoire de 3 kilo octets pour ZX80 que Nick Lambert, un électronicien, décide de fabriquer lui-même, l'équivalent proposé par Sinclair étant alors hors de portée de son porte-monnaie. Il décide de commercialiser ce produit environ 30 % moins cher que l'extension officielle. Il en commercialisera en tout près de 400 exemplaires. Par la suite il produit des cartes pour ZX81, notamment une carte son, une carte génératrice de caractères puis une carte haute résolution qui viennent améliorer les productions logicielles maison,.
Le premier logiciel développé et édité par Quicksilva, en 1981, est QS Defenda (à l'origine QS Defender), qui se veut un clone du jeu d'arcade Defender pour les ordinateurs personnels ZX80 et ZX81. Nick Lambert choisit ce titre car c'est son jeu d'arcade favori. Il met trois mois à le programmer.
Nick Lambert est alors rejoint par John Hollis qui l'aide et l'encourage dans le développement de nouveaux logiciels pour ZX81.
En 1982, Quicksilva compte déjà 4 salariés et fait partie des leaders du marché des programmes pour ordinateurs Sinclair sur le marché britannique,.
L'éditeur doit en particulier ce succès à la qualité de ses jaquettes colorées qui, à l'époque, constituent un critère de choix déterminant pour les consommateurs. Pour réaliser ces jaquettes, Nick Lambert fait d'abord appel à un ami et artiste norvégien, Steinar Lund, qui crée à l'aérographe d'abord les images des jaquettes de QS Defenda et QS Asteroids, puis le logo de Quicksilva, et d'autres illustrations notamment pour les jeux Xadom et Smugglers Cove,. D'autres illustrateurs suivront, notamment Rich Shenfield et David Rowe,,.
Parmi les succès logiciels de 1982 de Quicksilva, on peut citer Time-Gate (en), un clone de Star Raiders, qui atteint le sommet des classements ZX Spectrum en décembre 1982.
En 1983, d'autres succès suivent, parmi lesquels Gridrunner (en) (1983) de Jeff Minter, Bugaboo (en) (1983, alias La Pulga) et Fred (1983, intitulé « Roland on the Ropes » sur Amstrad CPC ), deux titres sous licence de la société de logiciels espagnole Indescomp SA (es). En 1983, Ant Attack (en) de Sandy White pour le ZX Spectrum propose des graphismes 3D révolutionnaires pour l'époque pour lesquels une demande de brevet est déposée,.
Début 1984, Quicksilva publie une première adaptation d'un livre de Raymond Briggs de 1978, The Snowman,. La société réfléchit alors à d'autres adaptation de livres de l'auteur. Le directeur du développement de Quicksilva, Paul Cooper,  exclut toutefois une adaptation de When The Wind Blows, de Briggs, déclarant que « la guerre nucléaire peut contrarier beaucoup de gens ».
En mai 1984, la société est rachetée par Argus Press Software (en), la division "logiciels" d'Argus Press, elle-même division "édition" du conglomérat britannique British Electric Traction (en),. Dans l'opération, Nick Lambert et John Hollis, les fondateurs, deviennent millionnaires. En 1985, Argus déplace l'entreprise de Southampton à Londres, et Paul Cooper et le directeur général, Rod Cousens, quittent la société pour créer Electric Dreams Software (en),.
La société continue à publier des produits sous licence, notamment la première conversion officielle pour ordinateur personnel de Battlezone d'Atari, Eric Bristow (en)'s Pro Darts, deux jeux différents basés sur le comics Strontium Dog publié dans la revue de bande dessinée AD 2000, et Fantastic Voyage, une adaptation officielle du film Le Voyage fantastique de 1966,.
Fin 1984, la société développe The Thompson Twins Adventure (en) (une adaptation du single Doctor! Doctor! (en) des Thompson Twins) publié par le magazine Computer and Video Games sur un flexi-disc, et publie Zombie Zombie (en), la suite d'Ant Attack de Sandy White,.
En décembre 1987, Stephen Hall, le directeur général d'Argus Press Software qui possède alors Quicksilva, ainsi que la marque et les droits des logiciels Bug-Byte, rachète sa propre société à Argus Press, dans le cadre d'un management buy-out et la renomme Grandslam Entertainments (en).
Les années suivantes voient la publication sous la marque Quicksilva d'autres jeux sous licence, notamment des jeux mettant en vedette Rupert Bear (Rupert and the Toymaker's Party), les Pierrafeu (Yabba Dabba Doo!) et Max Headroom,.
Quicksilva continue aussi à produire des titres originaux populaires tels que Glider Rider, et des ports d'arcade tels que Elevator Action de Taito en 1987. 
Le dernier[réf. nécessaire] jeu crédité Quicksilva est Pac-Land de Namco publié en 1989,. Grandslam Entertainments continuera à éditer des logiciels jusqu'en 1995.

## Jeux

### Jeux édités
- QS Defenda (1981) pour ZX80 et ZX81 (clone de Defender)[26]
- QS Life (1981) pour ZX80 et ZX81[2]
- QS Asteroids (1981) pour ZX81 (clone d'Asteroids)[27],[28],[26]
- QS Scramble (1981) pour ZX81 (clone de Scramble) distribué aux États-Unis par Softsync sous le nom de Red Alert[29],[30],[31]
- QS Invaders (1982) pour ZX81 (clone de Space Invaders)[27]
- Croaka-Crawla (1982) pour ZX81 (clone de Frogger)
- Black Star (1983) pour ZX81
- Cosmic Guerilla (1983) pour ZX81
- Damper/Glooper (1983) pour ZX81 (cassette 2 jeux : Damper et Glooper ; Glooper est un  clone de Pac-Man)[32]
- Galaxians (1983) pour ZX81 (clone de Galaxian)[33]
- Munchees (1983) pour ZX81 (clone de Pac-Man)[33]
- Ocean Trader (1983) pour ZX81[32]
- Pioneer Trail (1983) pour ZX81[32]

### Jeux distribués
- Trader (1982) de Pixel Productions pour ZX81, Vic 20 et ZX Spectrum[34],[35],[36],[37]
- Subspace Striker de Pixel Productions pour ZX81[29],[38],[31],[36]